# Liste der Monuments historiques in Châteaugiron
Die Liste der Monuments historiques in Châteaugiron führt die Monuments historiques in der französischen Gemeinde Châteaugiron auf.

## Liste der Bauwerke
| Bezeichnung         | Beschreibung | Standort | Kennzeichnung | Schutzstatus   | Datum     | Bild           |
| ------------------- | ------------ | -------- | ------------- | -------------- | --------- | -------------- |
| Schloss mit Kapelle |              | (Lage)   | PA00090526    | Inscrit Classé | 1929 1993 | weitere Bilder |

## Liste der Objekte

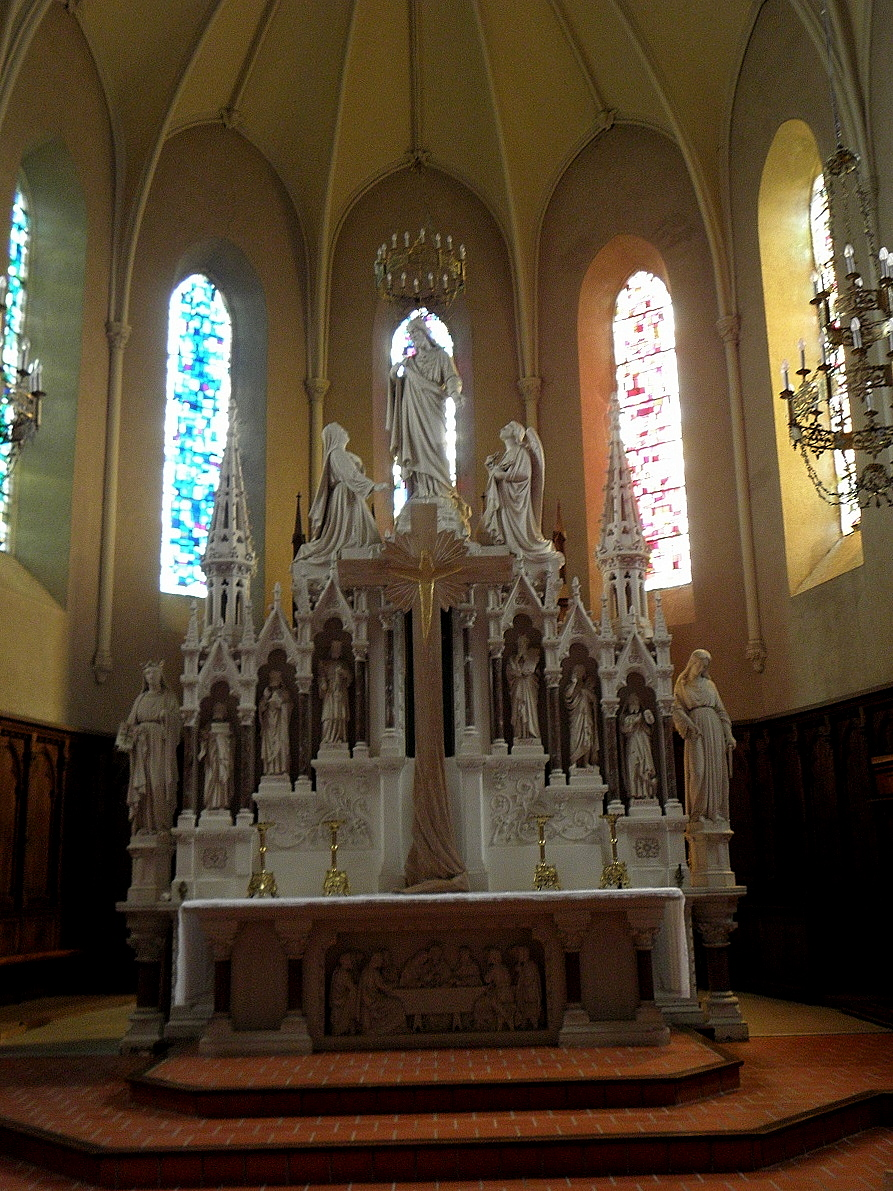
Hauptaltar mit Retabel (1869) in der Kirche Ste-Marie-Madeleine

- Monuments historiques (Objekte) in Châteaugiron in der Base Palissy des französischen Kultusministeriums